# Chapelle Sant'Elena
La chapelle Sant'Elena (en français : chapelle Sainte-Hélène) est une église de Rome située dans le rione de l'Esquilino sur la via Machiavelli. Elle est dédiée à Hélène de Chappotin, fondatrice des Franciscaines missionnaires de Marie.

## Historique
La chapelle est construite entre 1898 et 1899 sur les plans de l'architecte Ettore Genuini comme annexe au couvent des religieuses franciscaines missionnaires de Marie qui y ont leur maison généralice.

## Architecture

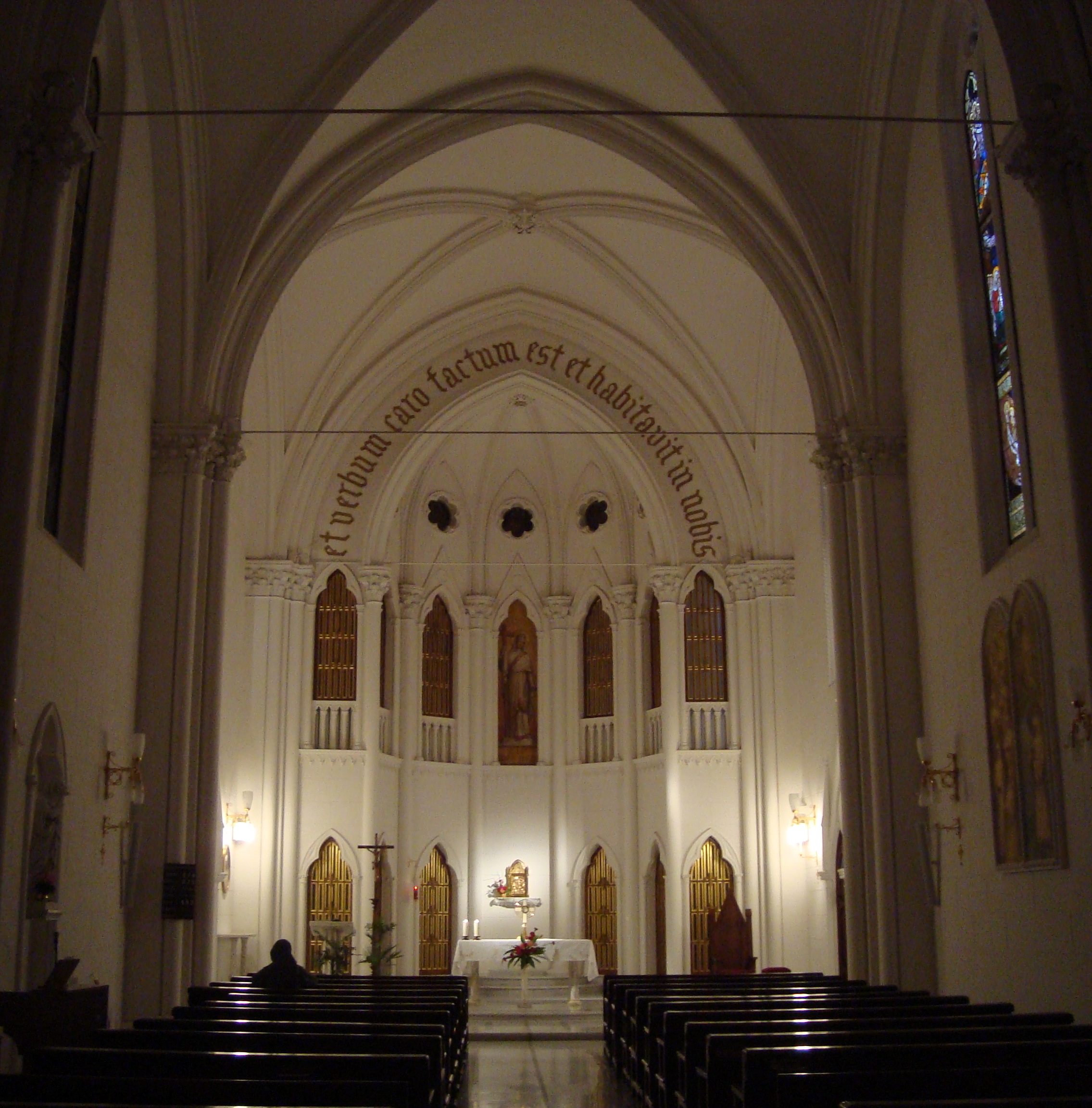
Vue intérieure la chapelle

L'ensemble du complexe du couvent est de style néogothique. La chapelle, dont seul le narthex est accessible au public, est réservée à la prière des franciscaines missionnaires de Marie. L'intérieur est composé d'une nef unique décorée de vitraux polychromes. Elle a récemment été rénovée.

## Sources
- (it) Cet article est partiellement ou en totalité issu de l’article de Wikipédia en italien intitulé « Cappella di Sant'Elena » (voir la liste des auteurs).
- Chapelle Sant'Elena sur Commons